# Chiesa cattolica in Serbia
La Chiesa cattolica in Serbia è parte della Chiesa cattolica universale, sotto la guida spirituale del Papa e della Santa Sede. 

I cattolici di Serbia appartengono per lo più a minoranze etniche (albanesi, croati, ungheresi, sloveni e gruppi minori di bulgari, cechi, tedeschi e slovacchi) e sono concentrati in Voivodina. I serbi appartengono per lo più alla Chiesa ortodossa serba, che è la confessione più seguita nel paese.
Serbia e Santa Sede hanno sottoscritto un concordato il 27 giugno 2014.

## Struttura

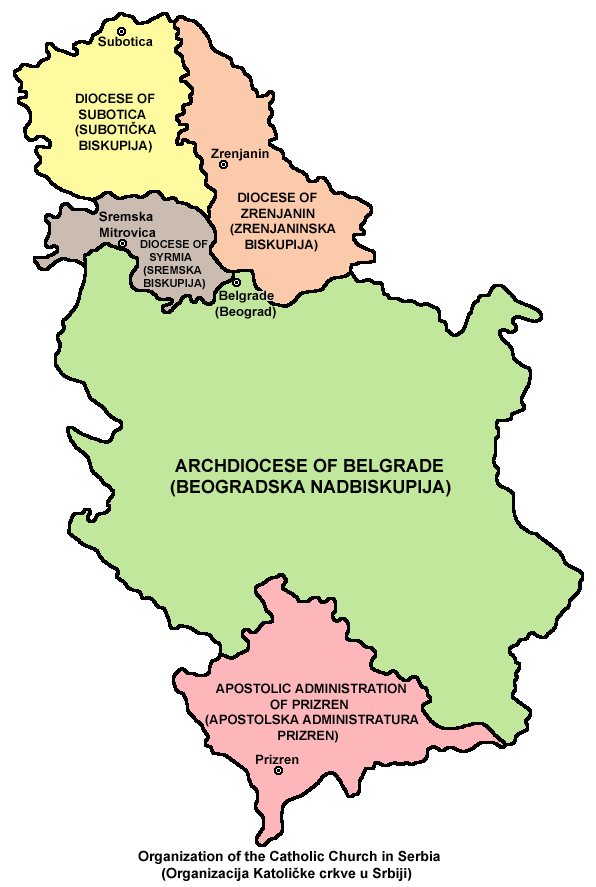
Organizzazione territoriale della Chiesa cattolica di rito romano in Serbia e Kosovo

La Chiesa di rito romano prevede una provincia ecclesiastica.
- Arcidiocesi di Belgrado (territorio in verde) che ha come suffraganee:
  - Diocesi di Subotica (territorio in giallo)
  - Diocesi di Zrenjanin (territorio in rosa)

- Diocesi di Sirmio (territorio in marrone), suffraganea dell'arcidiocesi di Đakovo-Osijek

Per i fedeli di rito bizantino:
- Eparchia di San Nicola di Ruski Krstur (con giurisdizione anche sul Kosovo)

I vescovi serbi sono membri di diritto della Conferenza episcopale internazionale dei Santi Cirillo e Metodio, che raggruppa gli episcopati di Serbia, Montenegro, Kosovo e Macedonia del Nord.

## Nunziatura apostolica
La nunziatura apostolica in Jugoslavia fu istituita nel 1920. Al termine della seconda guerra mondiale le relazioni diplomatiche furono interrotte, per essere riprese il 14 agosto 1970. Nel 2003 assunse il nome di nunziatura apostolica in Serbia e Montenegro. Il 19 giugno 2006 è stata istituita l'attuale nunziatura apostolica in Serbia.

### Nunzi apostolici in Jugoslavia
- Francesco Cherubini † (2 marzo 1920 - 15 febbraio 1921 dimesso)
- Ermenegildo Pellegrinetti † (24 maggio 1922 - 13 dicembre 1937 nominato cardinale presbitero di San Lorenzo in Panisperna)
- Ettore Felici † (20 aprile 1938 - 15 gennaio 1946 nominato officiale della Segreteria di Stato della Santa Sede)

### Delegati apostolici in Jugoslavia
- Mario Cagna † (17 settembre 1966 - 22 agosto 1970 nominato pro-nunzio apostolico di Jugoslavia)

### Pro-nunzi apostolici in Jugoslavia
- Mario Cagna † (22 agosto 1970 - 11 maggio 1976 nominato nunzio apostolico in Austria)
- Michele Cecchini † (18 giugno 1976 - 4 dicembre 1984 nominato nunzio apostolico in Austria)
- Francesco Colasuonno † (8 gennaio 1985 - 9 aprile 1986 nominato delegato apostolico in Polonia)
- Gabriel Montalvo Higuera † (12 giugno 1986 - 18 maggio 1994 dimesso)

### Nunzi apostolici in Jugoslavia (Serbia e Montenegro)
- Santos Abril y Castelló (24 febbraio 1996 - 4 marzo 2000 nominato nunzio apostolico in Argentina)
- Eugenio Sbarbaro (26 aprile 2000 - 19 giugno 2006 nominato nunzio apostolico in Serbia)

### Nunzi apostolici in Serbia
- Eugenio Sbarbaro (19 giugno 2006 - 8 agosto 2009 ritirato)
- Orlando Antonini (8 agosto 2009 - 30 settembre 2015 ritirato)
- Luciano Suriani (7 dicembre 2015 - 13 maggio 2022 nominato nunzio apostolico in Bulgaria)
- Santo Rocco Gangemi, dal 12 settembre 2022